# Nowaja (Chatanga)
Die Nowaja (russisch Новая) ist ein etwa 411 km langer, nordwestlicher bzw. linksseitiger Nebenfluss der Chatanga, im Norden der russischen Region Krasnojarsk.

## Verlauf
Die Nowaja entsteht etwa 840 km nördlich des nördlichen Polarkreises südlich der Taimyrhalbinsel. In der dortigen Taimyrsenke, dem Mittelteil des Nordsibirischen Tieflands, entfließt sie dem kleinen Gawrilasee, der südwestlich des Taimyrsees und nordwestlich des Labassees auf etwa 97 m Höhe liegt und von einem kurzen Bach aus Richtung Osten gespeist wird.
In der Taimyrsenke fließt die windungsreich durch unbesiedeltes Gebiet verlaufende Nowaja im Oberlauf südwärts und im Mittellauf ostwärts, wonach sie mit der Sacharowa-Rassocha ihren längsten Zufluss aufnimmt. Im Unterlauf fließt sie nach Südosten. Mancherorts bildet sie mehrere Flussarme, die sich mehrmals wieder vereinen, im Mündungsbereich aber voneinander getrennt bleiben.
Schließlich mündet die Nowaja etwa 161 km oberhalb der Chatangamündung auf 0,8 m Höhe in die dort von Südwesten kommende Chatanga. Der Nowajamündung gegenüber liegt am jenseitigen Chatanga-Ufer die Siedlung Nowoletowje.

## Einzugsgebiet, Seen und Zuflüsse
Das Einzugsgebiet der Nowaja ist etwa 16.500 km² groß. Zu ihren Zuflüssen gehören (flussabwärts betrachtet): Mittlere Rassocha, Rassocha-Kaja, Massonow, Tschjornaja, Sacharowa-Rassocha und Bolschaja Lesnaja-Rassocha.

## Klima, Hydrologie
Die Winter an der Nowaja sind lang und extrem kalt, die Sommer kurz und kalt. In der Regel ist der Fluss von Anfang Oktober bis in den Mai von Eis bedeckt. Wenn im Sommer der Permafrostboden antaut und Eis und Schnee schmelzen, entstehen oftmals starke Hochwasser.

## Flora und Fauna
Die Nowaja fließt durch Landschaften aus Frostschuttwüsten und Tundra mit Moosen und Flechten sowie zahlreichen Seen und Sümpfen. Im fischreichen Fluss leben unter anderem Muksun (Coregonus muksun), Lachs und Forelle.